# Masarykovo náměstí (Tel Aviv)

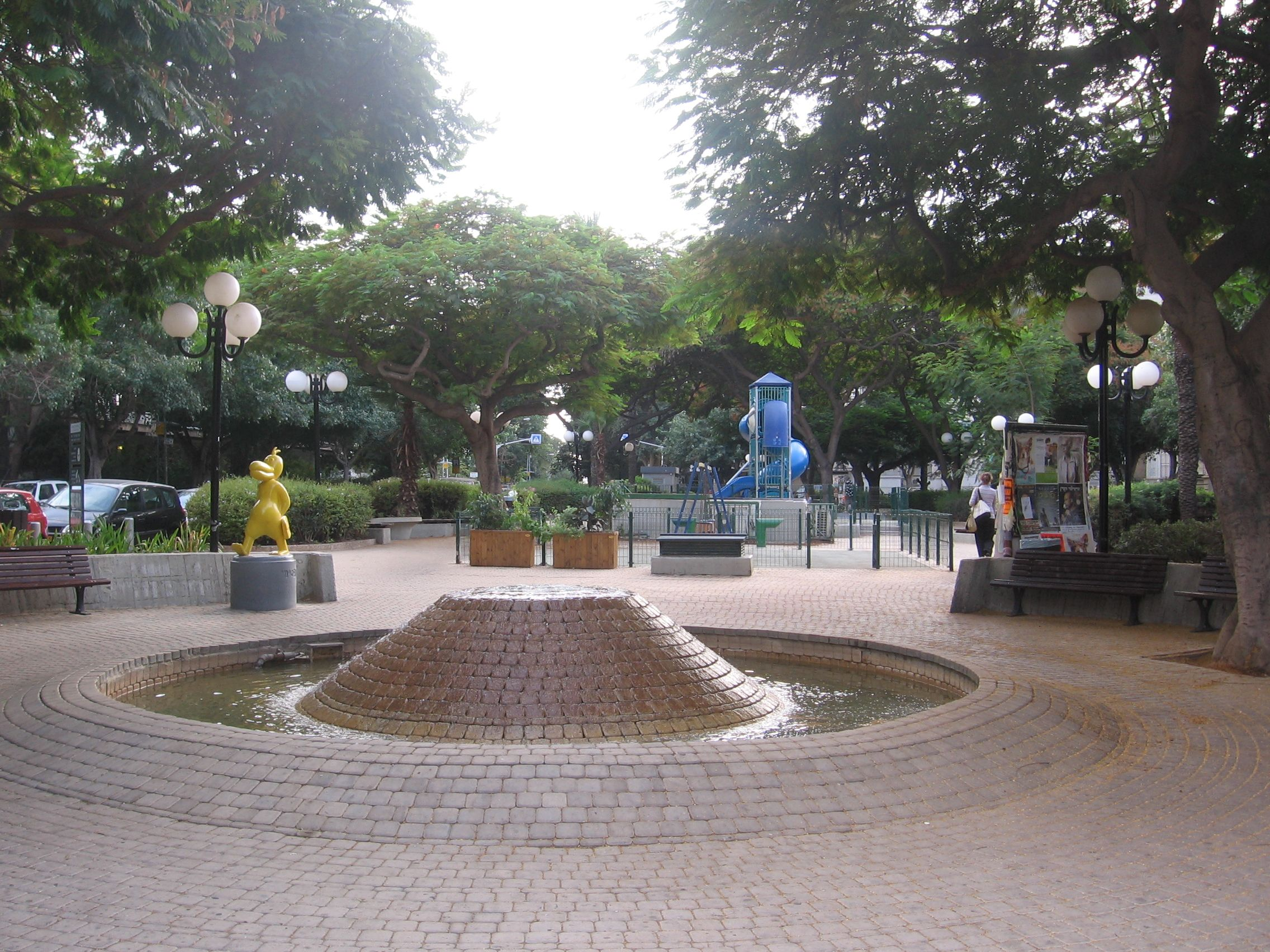
Fontána na náměstí

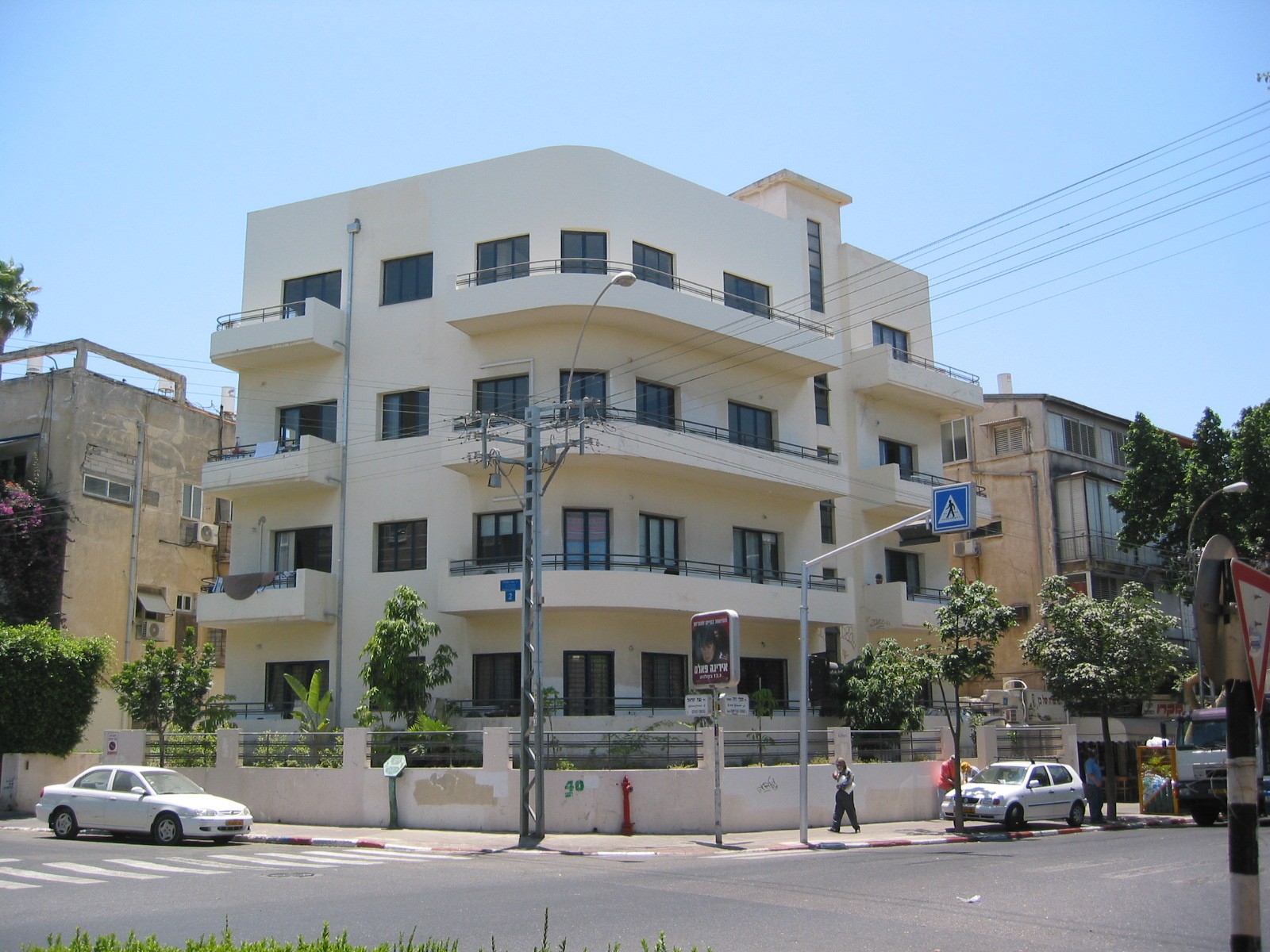
Budova na náměstí, kde ve 40. letech probíhal tajně výcvik Hagany

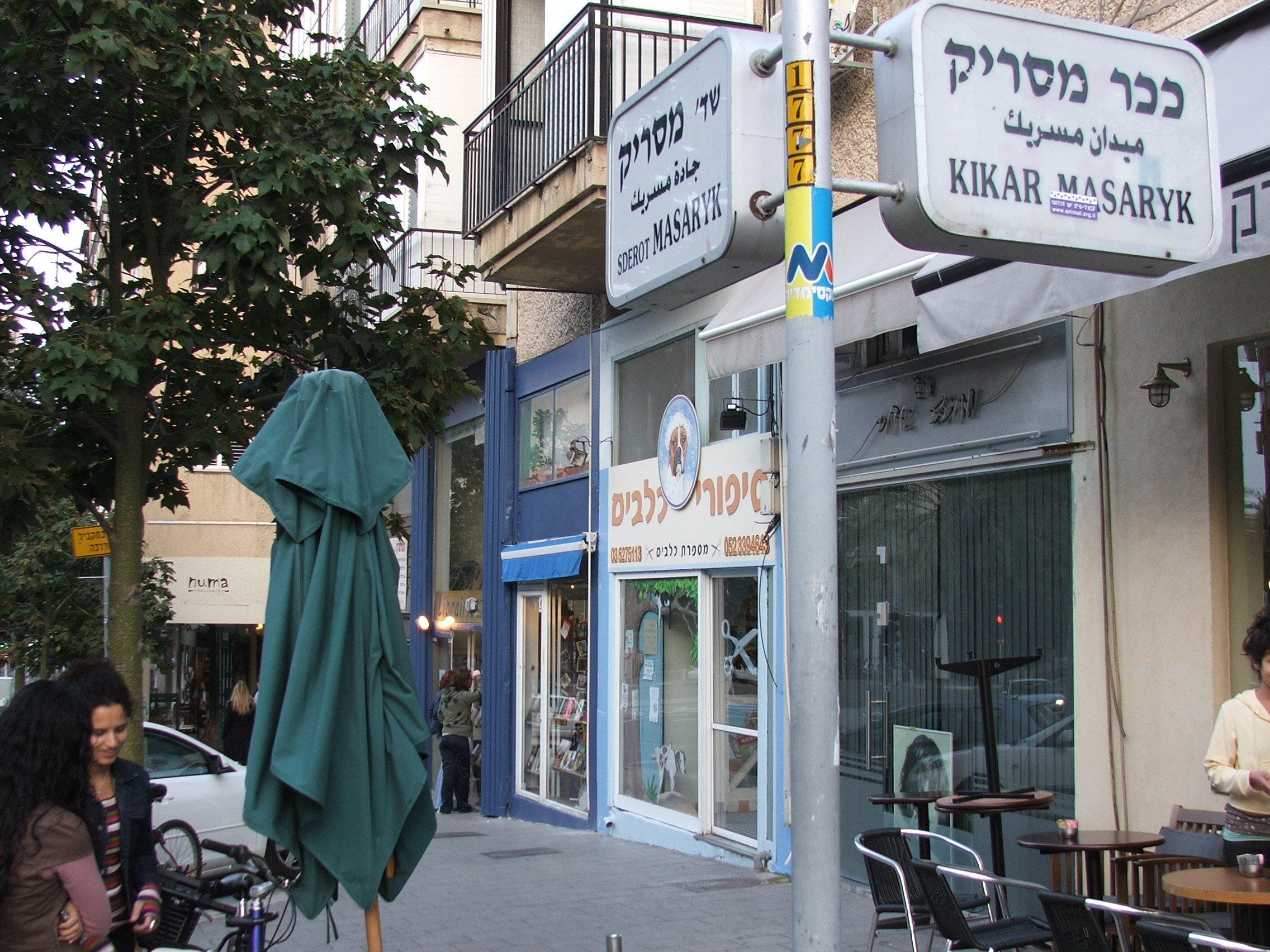
Masarykovo náměsti a Masarykova třída v Tel Avivu

Masarykovo náměstí (hebrejsky: כיכר מסריק, Kikar Masaryk) je náměstí v Tel Avivu v Izraeli. Je pojmenováno na počest prvního československého prezidenta Tomáše Garrigua Masaryka. Nachází se při ulici krále Jiřího, nedaleko Rabinova náměstí a je využíváno pro rekreační účely, jeho součástí je kašna.

## Historie
Když ve 20. letech 20. století Patrick Geddes vypracovával plán rozvoje Tel Avivu, předpokládal vytvoření veřejného náměstí v místě dnešního Masarykova náměstí. V době svého založení šlo o první náměstí v této části města. V letech 1941 až 1947 bylo v budově na rohu ulic krále Jiří a Necach Jisra'el tajné výcvikové středisko židovské podzemní polovojenské organizace Hagana. Každou středu se zde konalo školení ve střelných zbraních, sebeobraně, umění přežít a první pomoci.
Během šestidenní války v roce 1967 dopadlo na Tel Aviv několik dělostřeleckých granátů. Dva z nich, vypálené z jordánských pozic u města Kalkílija, dopadly na Masarykovo náměstí a způsobily škodu na budovách podél náměstí a požár, který si vyžádal život jedné ženy.

## Architektura
Obytné domy v okolí náměstí byly vystavěny v tzv. mezinárodním slohu. Náměstí je součástí architektonického souboru budov, známého jako Bílé Město, které bylo v roce 2003 zaneseno na seznam světového dědictví UNESCO. Velká část budov byla postavena ve 30. a 40. letech 20. století židovskými architekty, kteří utekli před nacismem z Německa, Rakouska a Československa. Část z nich byla žáky školy Bauhaus, nebo jí byli ovlivněni.